# Fritzi Massary

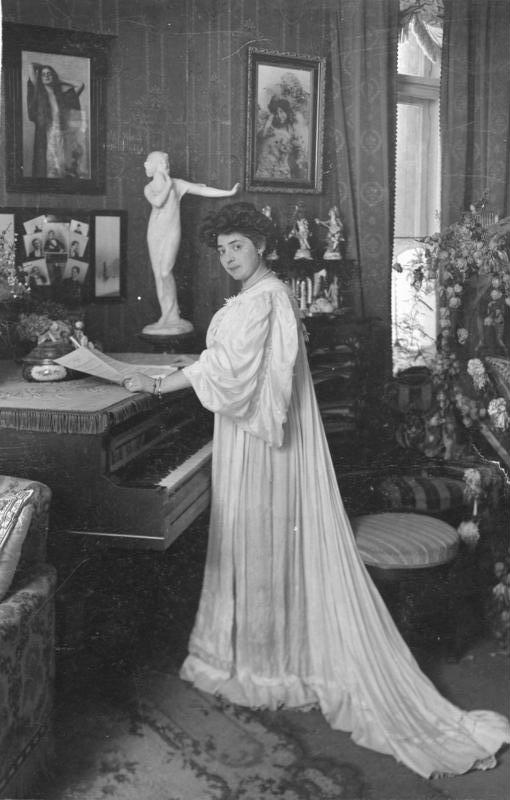
Fritzi Massary en 1914 en Berlín

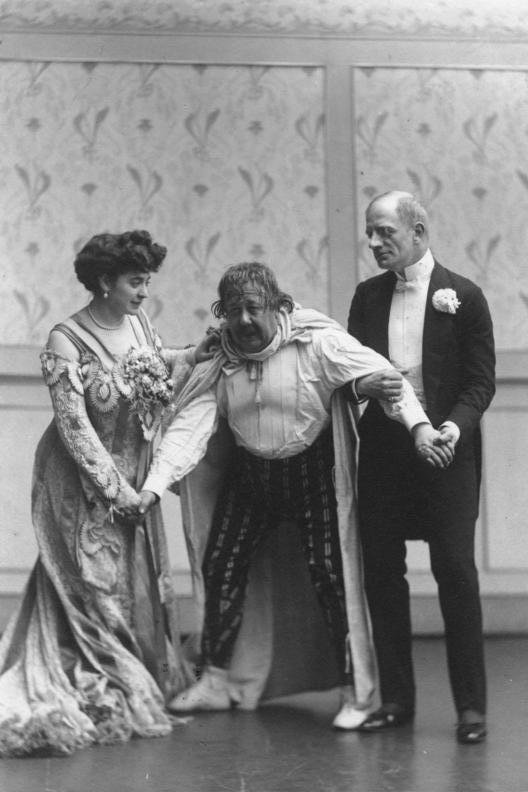
Massary en 1904 en la opereta Maxim, en el Berliner Metropoltheater

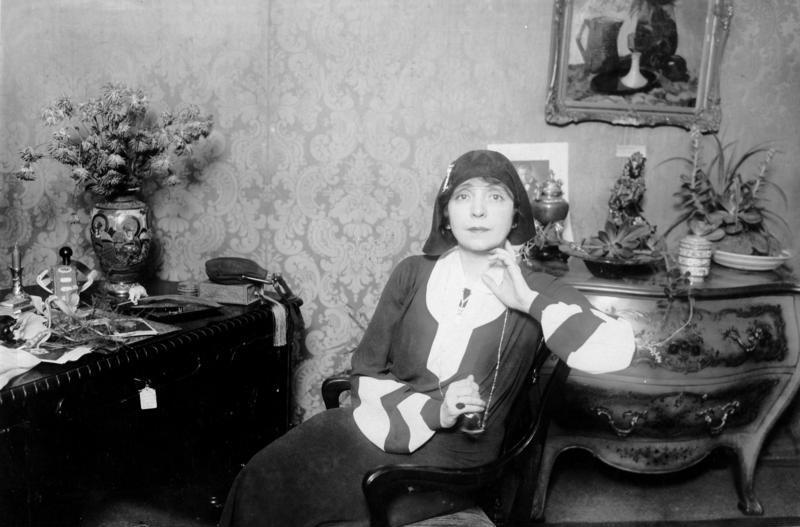
Fritzi Massary en 1929

Fritzi Massary, también conocida como Friederike Massary (21 de marzo de 1882 - 30 de enero de 1969), fue una soprano y actriz austro-estadounidense.

## Biografía
Su verdadero nombre era Friederika Massaryk, y nació en Viena, Austria. Criada en su ciudad natal, era la mayor de las tres hijas de una familia de comerciantes judíos. Recibió clases de canto a temprana edad, y a los 17 años actuó en el Landestheater Linz. El segundo teatro en el que actuó fue el Carl-Schultze-Theater de Hamburgo, donde debutó el 5 de septiembre de 1900 como Molly en Die Geisha, de Sidney Jones, trabajando a partir de entonces en otras numerosas operetas. Tras una única temporada en Hamburgo, volvió a actuar en Viena, y desde 1901 a 1904 trabajó con éxito en el Danzers Orpheum, un teatro de revista. 
El 10 de septiembre de 1903 nació su única hija, Elisabeth Maria Karl Liesl (fallecida en 1979). Su padre era Karl-Kuno Rollo Graf von Coudenhove (1887–1940). La hija se casó con el escritor Bruno Frank. Massary tuvo un primer matrimonio, de corta duración, con el oftalmólogo berlinés Bernhard Pollack.
El director Richard Schultz, del Metropol Theater de Berlín, la vio actuar en Viena, y la llevó a Berlín en agosto de 1904, donde completó su formación artística. Durante mucho tiempo actuó allí junto a su compatriota Joseph Giampietro, con el cual tuvo su primera experiencia cinematográfica en ese mismo año, utilizando unos primitivos sistemas de sonido inadecuados para la exhibición en las salas de proyección. Mientras tanto, ella siguió avanzando en su carrera en el Metropol-Theater, donde actuaba como cantante soprano. Pronto fue la primera estrella de dicho teatro, protagonizando numerosas operetas de Paul Lincke y Victor Hollaender. A partir de 1912 se había convertido en una celebridad y únicamente hacía primeros papeles, siendo imitada su forma de vestir por el público femenino de la época. Entre las obras con las cuales destacó figuran La viuda alegre, La princesa gitana y Madame Pompadour.
Cuando se casó con su gran amor, el actor Max Pallenberg, el 20 de febrero de 1947, ella decidió convertirse al protestantismo.
Más adelante Massary se separó del Metropol-Theater y actuó para otros locales, cantando operetas de Johann Strauss, Jacques Offenbach, Leo Fall y Franz Lehár. La pieza de Hugo Hirsch de 1923 Der Fürst von Pappenheim, en la cual Willi Kollo escribió para ella el tema „Eine Frau wie ich“, apareció en todos los grandes teatros de revista de la época, e incluso en el Festival de Salzburgo de 1926. Oscar Straus le dedicó varias operetas hechas a su medida, y que fueron conocidas como las "operetas Massary", entre las cuales figuran Der letzte Walzer, Die Perlen der Cleopatra y Eine Frau, die weiß, was sie will. Las representaciones de la última de ellas fueron interrumpidas en el año 1932 en Berlín por cantos masivos de la Sturmabteilung.
Massary también grabó discos, y se hizo conocida entre un público más amplio gracias a canciones como Warum soll eine Frau kein Verhältnis haben, Josef, ach Josef, was bist du so keusch y Oh-la-la
En 1932, el ascenso al poder del Nacionalsocialismo significó el final de la carrera de Massary. Pudo actuar todavía en Viena, y también en Londres, aunque en esta ciudad no consiguió éxito a causa del cambio de idioma. En 1934 Max Pallenberg falleció cerca de la checa Karlovy Vary a causa de un accidente aéreo. Pasando por Suiza y Francia, en 1939 ella emigró con su hija a los Estados Unidos, instalándose en Beverly Hills, donde tenía como vecinos a Franz Werfel, Thomas Mann, Ernst Lubitsch y Lion Feuchtwanger.
Fritzi Massary falleció en Beverly Hills, Los Ángeles, en el año 1969. Fue enterrada en el Cementerio Forest Lawn Memorial Park de Glendale.

## Honores
- Gran Cruz de la Orden del Mérito de la República Federal de Alemania (11 de marzo de 1957)

## Filmografía
- 1907 : Komm du kleines Kohlenmädchen
- 1908 : Trallala Lied
- 1908 : Schutzmannslied
- 1908 : Entrée der Messalinette
- 1908 : Donnerwetter, tadellos
- 1908 : Auf ins Metropol
- 1912 : Viola
- 1915 : Der Tunnel, de William Wauer
- 1919 : Narrentanz der Liebe, de Arthur Wellin
- 1919 : Die Rose von Stambul, de Arthur Wellin (¿o Felix Basch?)